# Distretto di Thepharak
Il distretto di Thepharak (in thailandese: เทพารักษ์) è un distretto (amphoe) della Thailandia, situato nella provincia di Nakhon Ratchasima.